# Nemoura rufescens
Nemoura rufescens är en bäcksländeart som beskrevs av Blanchard 1851. Nemoura rufescens ingår i släktet Nemoura och familjen kryssbäcksländor. Inga underarter finns listade i Catalogue of Life.